# Dragon Pink
Dragon Pink (ドラゴンピンク) és un manga hentai de fantasia i comèdia publicat al Japó originalment el 1994 creat per Itoёko (ITO YOKO o ITOYOKO). Fou publicat a les revistes Comic Penguin Club i Hot Shake. La presentació narrativa de l'obra es caracteritza per ser com la d'un videojoc. El 1997 Norma Editorial publicà a Espanya el manga.
Fou adaptat a un anime de 3 OVAs el 1994. L'anime fou un dels primers animes hentai publicats al mercat dels Estats Units d'Amèrica.Aquest anime també va ser publicat a Espanya per Manga Films.
A Mania.com el crític li donà una bona nota.